# Castell de popa

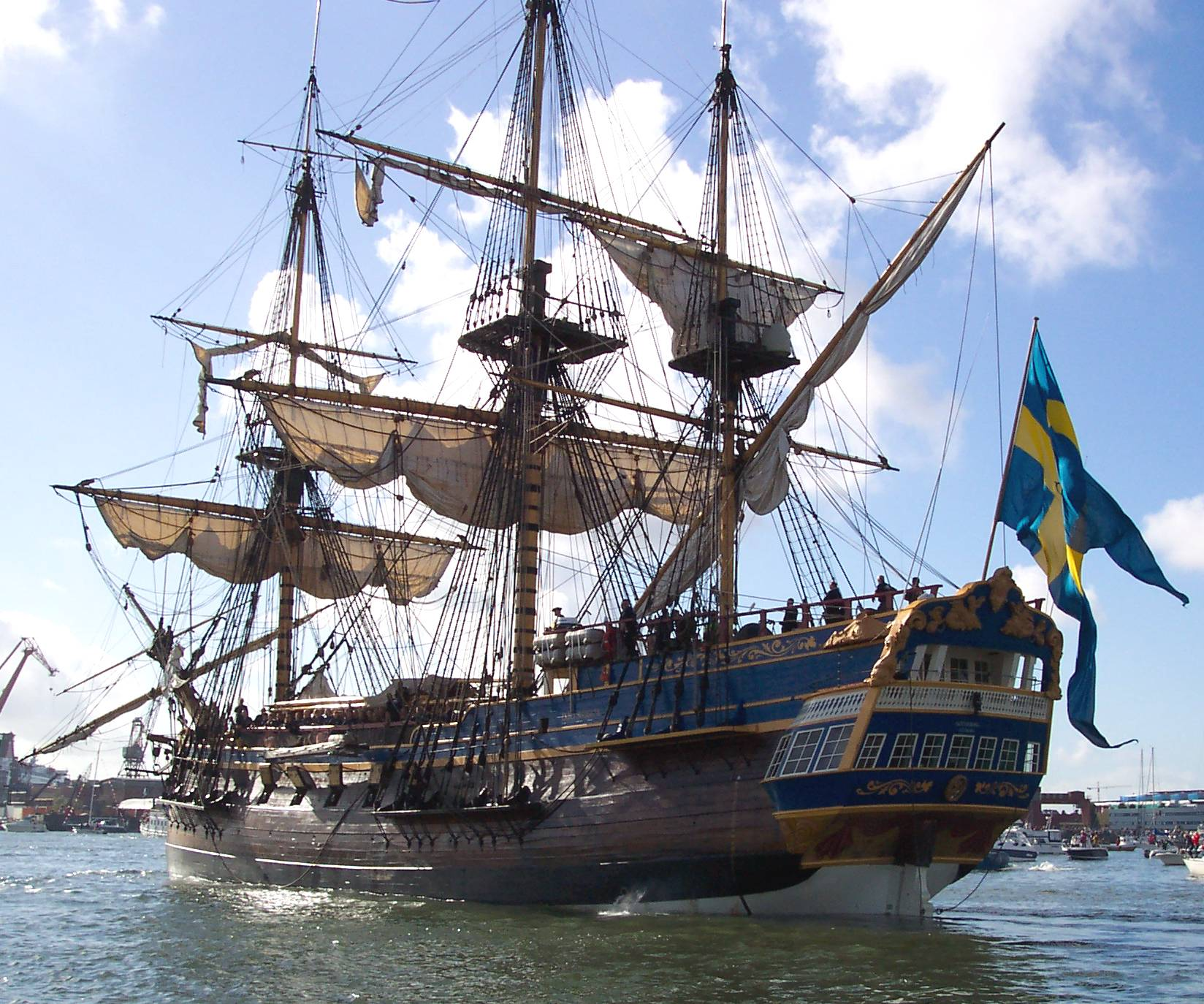
En aquesta rèplica d'un navili suec de mitjans del, el Götheborg, pot distingir-se, pintat de blau, el costat de babord corresponent al castell de popa del vaixell.

S'anomena castell de popa la part de la superestructura d'un vaixell que s'eleva sobre la coberta principal a l'extrem de popa. Les cobertes situades sobre el castell de popa constitueixen el sostre de les cabines de la popa, on solien allotjar-se els oficials militars o els civils de rang elevat. La coberta més baixa del castell (la més immediatament superior a la coberta principal) s'anomena alcàsser. La coberta següent, en general la més elevada del vaixell, sobretot en els vaixells i velers antics, s'anomena toldilla. En el cas d'haver-hi cobertes encara superiors, cas ja pràcticament inexistent a partir del segle xviii, s'anomenen alcàssers petits.

## Orígens
El castell de popa va ser inventat principalment pels antics romans amb la intenció d'aportar protecció i una millor posició de tir a arquers que poguessin ferir o matar el major nombre de combatents enemics arribat el moment de l'abordatge a un altre vaixell. El castell de popa va ser, durant, segles, l'únic castell construït a bord dels vaixells, sobretot militars. La construcció d'un castell de proa només va advenir cap als segles XIV o XV, quan van aparèixer les coques, les naus i les carraques, i això quan fossin prou grans per a poder albergar un castell a proa.

## En l'actualitat
En l'actualitat s'ha deixat d'usar el terme castell de popa per utilitzar a vegades el terme «toldilla» però sobretot, i en general, el terme «alcàsser».